# Zuzana Šebová
Zuzana Kubovčíková Šebova (ur. 1 kwietnia 1982 w Żarze nad Hronem) – słowacka aktorka, znana z ról w programach i serialach telewizyjnych, takich jak: Kredenc, Górka Dolna. Dwukrotna laureatka nagrody OTO dla najlepszej aktorki roku z lat 2014 i 2015.